# Kiribati
Republika Kiribati je oceanijska otoška država v srednjem tropskem Tihem oceanu. Vseh 33 atolov, ki jo sestavljajo, je razpršenih prek 3.800 km² v bližini ekvatorja. Ime Kiribati se izgovarja /kiribas/, kar je mikronezijska transliteracija besede »Gilberts«, angleškega imena za glavno skupino otokov, včasih znano kot Gilbertovi otoki.